# محمد سليمان الصالح
الشيخ محمد سليمان الصالح، المعروف أيضًا بـ"الشيخ محمد الصالح"، وُلد عام 1284هـ (الموافق 1867م) في مدينة القدس، وتوفي في 23 من ذي الحجة 1358هـ (الموافق 2 فبراير 1940م). ينتمي إلى عائلة مقدسية عريقة، حيث كان جده الثاني يُلقب بـ"الصالح"، واشتهرت العائلة بالصلاح والتقوى، مما جعلها تحمل هذا اللقب. 

## التعليم والنشأة
نشأ الشيخ محمد في بيئة علمية، حيث حفظ القرآن الكريم في سن مبكرة وتعلم أصول الدين والعلوم على يد والده الشيخ سليمان. بعد وفاة والده وهو في الخامسة عشرة من عمره، تولت عمته رقيّة رعايته. أكمل تعليمه في القدس، حيث التحق بالمدرسة الجاولية والمدرسة السلطانية، وأجاد اللغة العثمانية. 

## الرحلة إلى الحجاز
في عام 1311هـ (الموافق 1893م)، سافر الشيخ محمد إلى الحجاز، حيث مكث بين مكة والمدينة لفترة طويلة. تعرف خلالها على علماء ومدرسي الحرمين الشريفين، مما أثرى معرفته الدينية والثقافية. 

## تأسيس كلية روضة المعارف الوطنية
في عام 1324هـ (الموافق 1906م)، أسس الشيخ محمد كلية روضة المعارف الوطنية الإسلامية في القدس، بالتعاون مع المجلس الإسلامي الأعلى. كانت المدرسة تعتمد على اللغة العربية في التدريس، في وقت كانت فيه المدارس الرسمية تعتمد على اللغة التركية أو اللغات الأجنبية. طورت الكلية مناهج ذات توجه وطني وعروبي وإسلامي، واحتوت على مختبرات حديثة ومرافق رياضية وثقافية.  

## مجلة روضة المعارف
في عام 1922م، أصدرت الكلية مجلة شهرية باسم "مجلة روضة المعارف"، حملت توجهات علمية وأدبية وتربوية وقومية. كان مدير إدارتها الأستاذ فايز يونس الحسيني، وشارك في تحريرها نخبة من الأساتذة الفلسطينيين والعرب. 

## أبرز الخريجين
تخرج من الكلية العديد من الشخصيات البارزة، منهم:
- الشهيد عبد القادر الحسيني، قائد معركة القسطل.
- الحاج أمين الحسيني، مفتي القدس.
- كامل الحسيني، مفتي القدس السابق. [2]

## الإرث والتأثير
بعد وفاة الشيخ محمد، واصلت عائلته حمل راية التعليم. أسست ابنته الصغرى، السيدة نعيمة بركات، مع زوجها جميل بركات، مدرستين نموذجيتين في جدة، المملكة العربية السعودية. وفي عام 1989م، أسست العائلة فرعًا في عمّان، الأردن، ليصبح صرحًا علميًا متميزًا. 

## روابط خارجية
- كلية ومدارس روضة المعارف الأهلية
- سيرة الشيخ محمد الصالح - موقع هوية
- كلية روضة المعارف الوطنية بالقدس - ويكيبيديا